# عادل إبراهيموف
عادل إبراهيموف (بالروسية: Ибрагимов, Адиль Абукаевич)‏ هو لاعب كرة قدم روسي في مركز الدفاع، ولد في 23 أبريل 1989 في محج قلعة في روسيا. لعب مع نادي سكونتو.

## وصلات خارجية
- عادل إبراهيموف على موقع قاعدة بيانات كرة القدم.إي يو (الإنجليزية)
- عادل إبراهيموف على موقع Soccerway.com (الإنجليزية)